# Woody Jackson
Woodrow Wilson Jackson III, thường được biết đến với nghệ danh Woody Jackson, là một nhà sáng tác nhạc, nhà sản xuất âm nhạc và nghệ sĩ phòng thu người Mỹ. Anh được biết đến nhiều nhất với vai trò sáng tác âm nhạc cho các trò chơi điện tử Red Dead Redemption (với Bill Elm), Grand Theft Auto V (với Tangerine Dream, The Alchemist và Oh No) và Red Dead Redemption 2. Anh điều hành và hoạt động nghệ thuật tại Vox Recording Studios ở Hollywood.

## Tác phẩm

### Trò chơi điện tử
| Năm  | Tên                         | Vai trò                                                   |
| ---- | --------------------------- | --------------------------------------------------------- |
| 2010 | Red Dead Redemption         | Nhà sáng tác, với Bill Elm                                |
| 2010 | Undead Nightmare            | Nhà sáng tác, với Bill Elm                                |
| 2011 | L.A. Noire                  | Incidental music                                          |
| 2012 | ModNation Racers: Road Trip | Bài hát "Le jeune jus"                                    |
| 2012 | Max Payne 3                 | Cung cấp studio                                           |
| 2013 | Grand Theft Auto V          | Nhà sáng tác, với Tangerine Dream, The Alchemist và Oh No |
| 2018 | Red Dead Redemption 2       | Nhà sáng tác                                              |

### Phim truyền hình
| Năm  | Tên       | Vai trò                   |
| ---- | --------- | ------------------------- |
| 2012 | Nashville | Mùa 1, với T Bone Burnett |

### Khác
| Năm  | Tên                       | Vai trò            |
| ---- | ------------------------- | ------------------ |
| 2011 | Play for Japan: The Album | Song "Moshi Moshi" |

## Giải thưởng
| Năm  | Giải thưởng                     | Hạng mục                          | Được đề cử                                        |
| ---- | ------------------------------- | --------------------------------- | ------------------------------------------------- |
| 2010 | Spike Video Game Awards         | Âm nhạc tự sáng tác xuất sắc nhất | Red Dead Redemption                               |
| 2010 | Inside Gaming Awards            | Âm nhạc tự sáng tác xuất sắc nhất | Red Dead Redemption                               |
| 2010 | Game Developers Choice Awards   | Âm thanh xuất sắc nhất            | Red Dead Redemption                               |
| 2010 | GameSpot Best of 2010           | Âm nhạc tự sáng tác xuất sắc nhất | Red Dead Redemption                               |
| 2011 | Game Audio Network Guild Awards | Âm thanh của năm                  | Red Dead Redemption                               |
| 2011 | Game Audio Network Guild Awards | Âm nhạc của năm                   | Red Dead Redemption                               |
| 2011 | Game Audio Network Guild Awards | Âm nhạc tương tác xuất sắc nhất   | Red Dead Redemption                               |
| 2011 | Game Audio Network Guild Awards | Nghệ sĩ mới của năm               | Bill Elm, Woody Jackson (cho Red Dead Redemption) |
| 2013 | VGX                             | Âm nhạc xuất sắc nhất             | Grand Theft Auto V                                |
| 2018 | The Game Awards 2018            | Âm nhạc xuất sắc nhất             | Red Dead Redemption 2                             |